# 15-cm-Mörser M. 80
Der 15-cm-Mörser M.80 (auch: 15 cm Mörser Muster 1880) war ein Geschütz der mittleren Artillerie der Österreichisch-Ungarischen Artillerie im Ersten Weltkrieg. Er war eine Weiterentwicklung des ähnlichen 15 cm Mörsers M.78.
In den ersten Kriegsjahren galt der Mörser als wichtige Stütze der Artillerie. Insbesondere im Gebirgskrieg konnte das Geschütz überzeugen. Der Lauf des Mörsers war aus Stahlbronze, was auf die Entwicklungsarbeiten von Franz von Uchatius zurückging. Ausgestattet war das Geschütz mit einer hydraulischen Rücklaufbremse. Die folgenden Munition konnte verschossen werden: 15 cm Granaten M.80, 15 cm Ekrasitgranaten M.80, 15 cm Schrapnells M.93 und 15 cm Brandel M.80.